# Vesnická památková zóna Staré Bohnice
Vesnická památková zóna Staré Bohnice zahrnuje původní historické jádro vsi Bohnice, která se stala v roce 1922 součástí tehdejší Prahy VIII (nynější městská část Praha 8) na severu hlavního města České republiky. Staré Bohnice jsou jednou ze sedmi vesnických památkových zón na území Prahy. Památková ochrana zde byla ustanovena vyhláškou Hlavního města Prahy č. 10/1993, která vstoupila v platnost 1. listopadu 1993.

## Územní vymezení

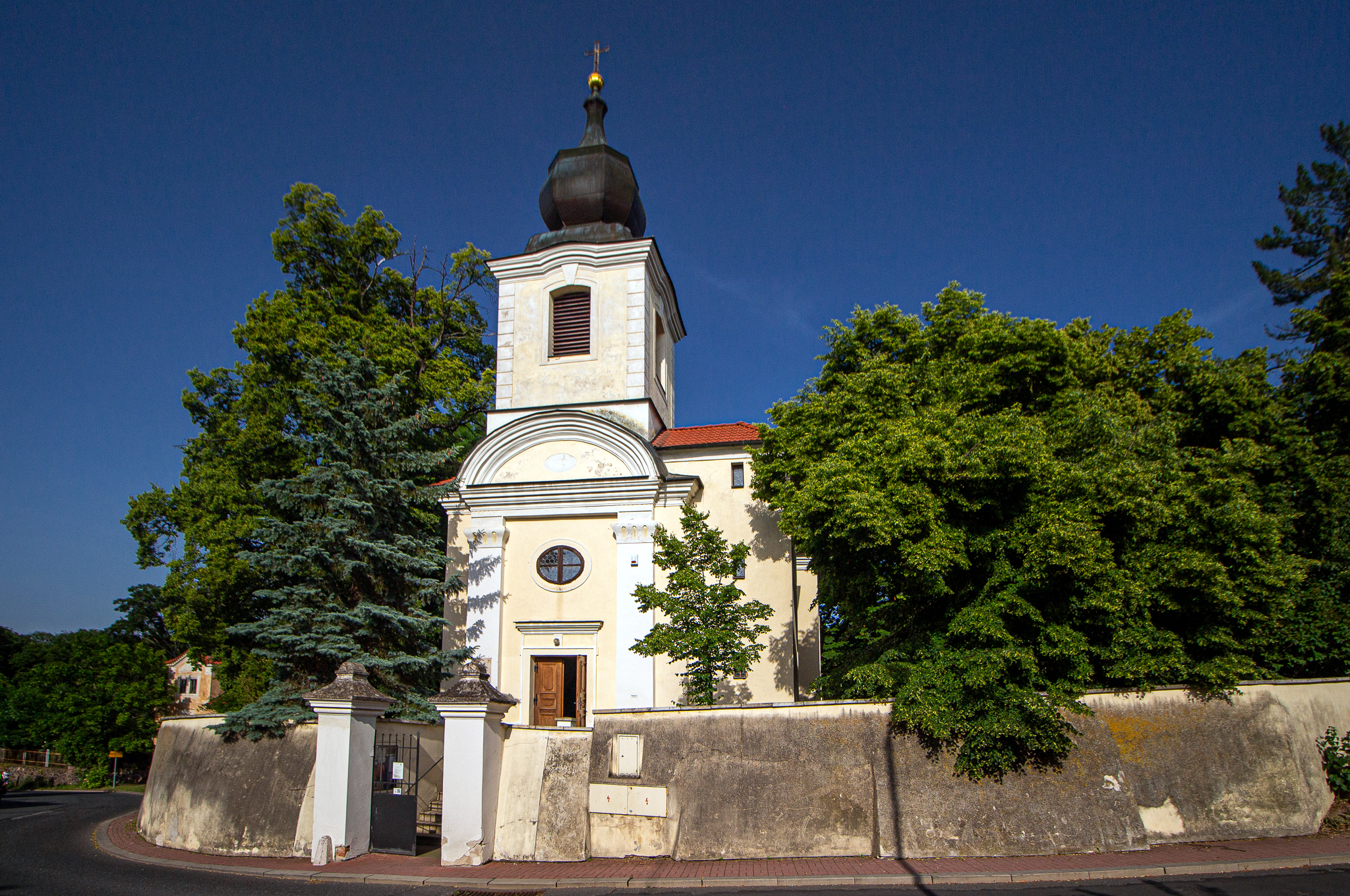
Kostel sv. Petra a Pavla

Památková zóna Staré Bohnice je tvořena historickou zástavbou na pravém břehu Vltavy. Na jihu je ohraničena křižovatkou ulice Bohnické s ulicí Ústavní na jedné straně a areálem barokního statku Vraných a ulicí U Skalky na straně druhé. Zóna poté pokračuje severním směrem do údolí Bohnického potoka a zahrnuje veškerou zástavbu na západní straně Bohnické ulice a kromě toho také místní náves s parčíkem a areálem kostela svatého Petra a Pavla, obklopeného bývalým hřbitovem. Od hospicu (bývalého hostince) Štrasburk pokračuje památkově chráněná zóna údolím Bohnického potoka směrem na západ a zahrnuje zde veškerou zástavbu podél obou stran Bohnické ulice až do prostoru Přírodního parku Drahaň-Troja. Nadmořská výška chráněného území se pohybuje zhruba v rozpětí od 270 do 240 metrů.

## Historie

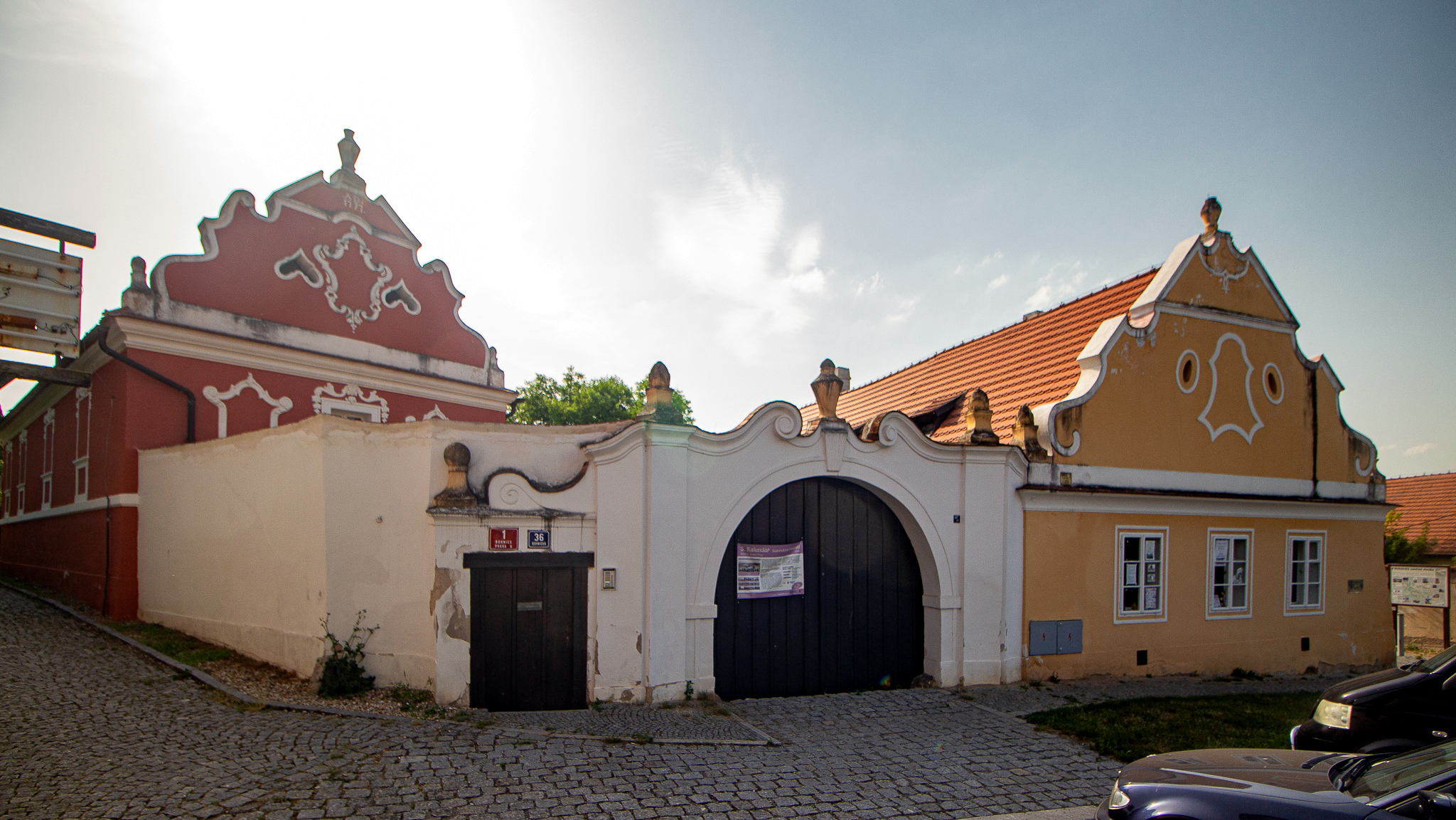
Barokní statek Vraných na návsi

Datace vzniku zdejšího osídlení je spojována se zakládací listinou místního kostela sv. Petra a Pavla z roku 1158, tedy s obdobím v polovině 12. století, kdy tímto územím již procházela důležitá obchodní stezka, která vedle ze severu Čech do Prahy. Podle tohoto dokumentu, zvaného autentika, sepsaného vyšehradským proboštem Gervasiem, pražský biskup Daniel vložil 30. května 1158 do oltářního kamene ostatky svatých jako důkaz o vykonaném svěcení, přičemž k tomuto dokladu jsou připojena také jména krále Vladislava a královny Judity. 
Kostel, který patří k nejvýznamnějším objektům bohnické památkové zóny, prošel barokní přestavbou v první polovině 18. století a dalšími úpravami na přelomu 18. a 19. století. Dalším barokním památkově chráněným objektem je fara z roku 1738, která se nachází naproti kostelu. Původně bývalo na bohnické návsi více barokních domů. Ze zdejších barokních statků se dochovala usedlost rodiny Vraných. Areál se skládá z obytné budovy, vejminku se špýcharem, brány, ústící na náves, ohradních zdí a stodoly. Ve štítě špýcharu je uveden letopočet 1777. Příslušníci rodiny Vraných zastávali v obci významné pozice – Antonín Vraný býval v první polovině 19. století rychtářem a  Karel Vraný byl od roku 1900 bohnickým starostou. Statek Vraných slouží nyní jako bohnické komunitní „sousedské“ centrum, jehož provoz a program zajišťuje spolek Bohnice žijí. Areál statku Vraných je považován za vynikající ukázku lidového baroka 18. století a za nejpůvabnější památku v obci.
O několik desítek metrů severněji od usedlosti Vraných, rovněž na západní straně Bohnické ulice, stojí tzv. Kolpingův dům. Tento dům býval sídlem bohnické obecné školy, kterou v 19. století navštěvovaly i děti ze Suchdola, Baby, Sedlce i z Předního a Zadního Ovence, tedy z dnešní Troje.
Historické jádro obce s návesním prostorem kolem kostela sv. Petra a Pavla a s domy podél Bohnické ulice v údolí Bohnického potoka je dobře zachovanou ukázkou starší zemědělské zástavby pražského venkova, jejíž charakter ještě podtrhuje členitost zdejšího terénu.

## Přístup
Veřejná doprava do Starých Bohnic je zajišťována autobusovou linkou č. 236, která jezdí v trase Podhoří – Zoologická zahrada – Zámky. V úseku mezi zastávkami Staré Bohnice a Zámky tuto trasu sleduje i modře značená turistická cesta, která začíná na rohu ulic Bohnické a Ústavní, prochází vesnickou památkovou zónou a územím přírodní památky Bohnické údolí a končí na pravém břehu Vltavy poblíž autobusové zastávky Zámky.

## Galerie

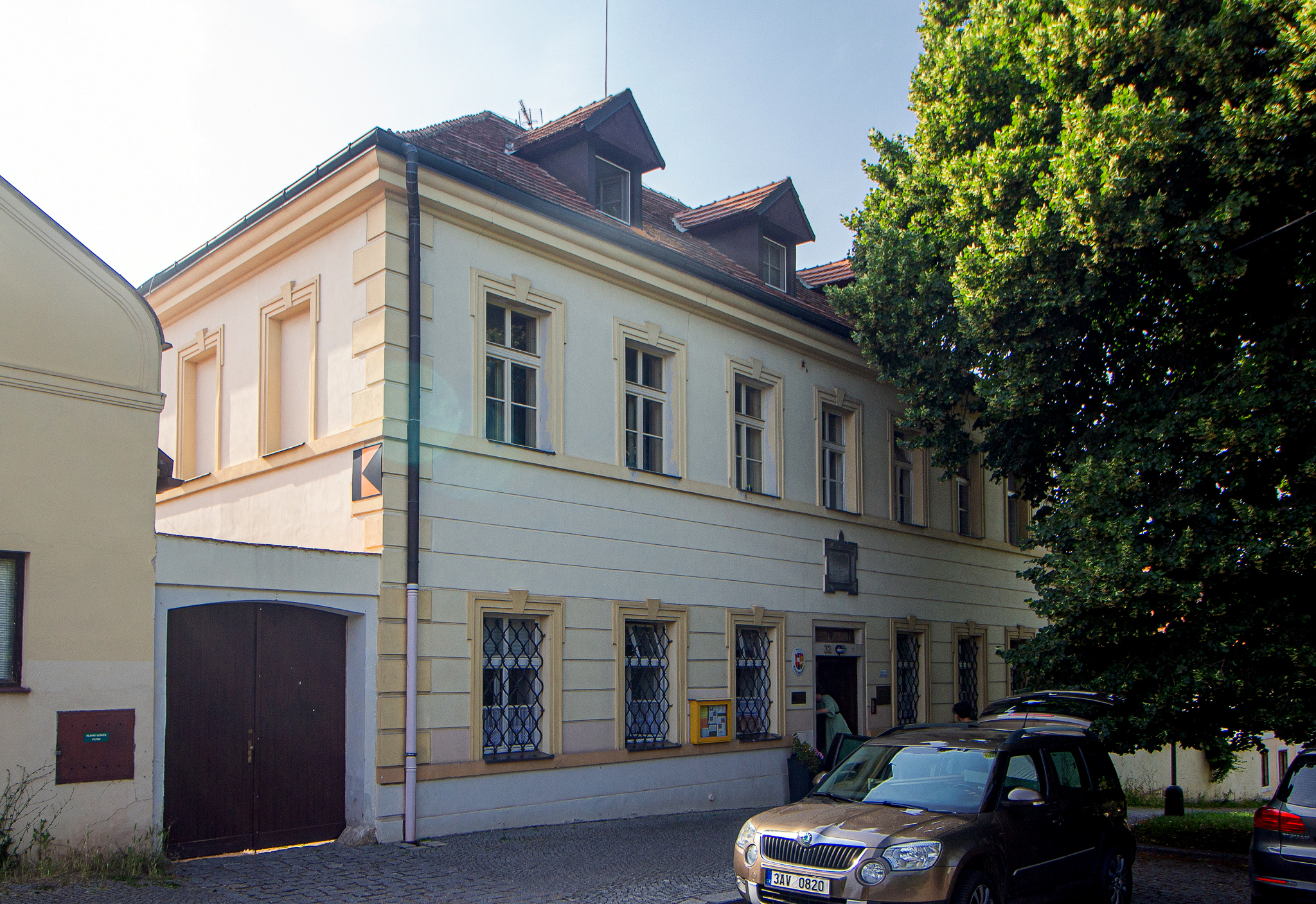
Kolpingův dům, někdejší obecná škola
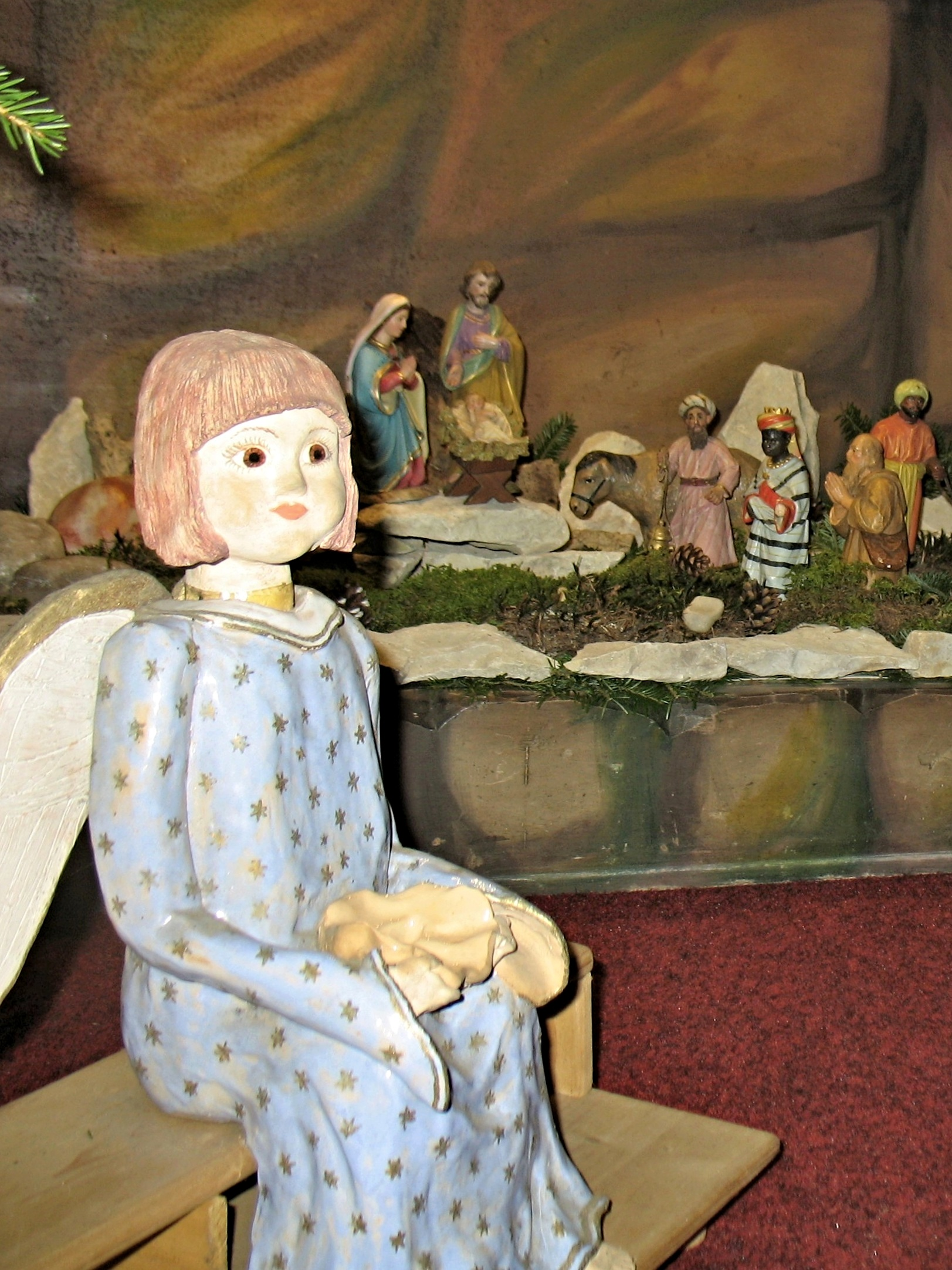
Betlém v kostele sv. Petra a Pavla
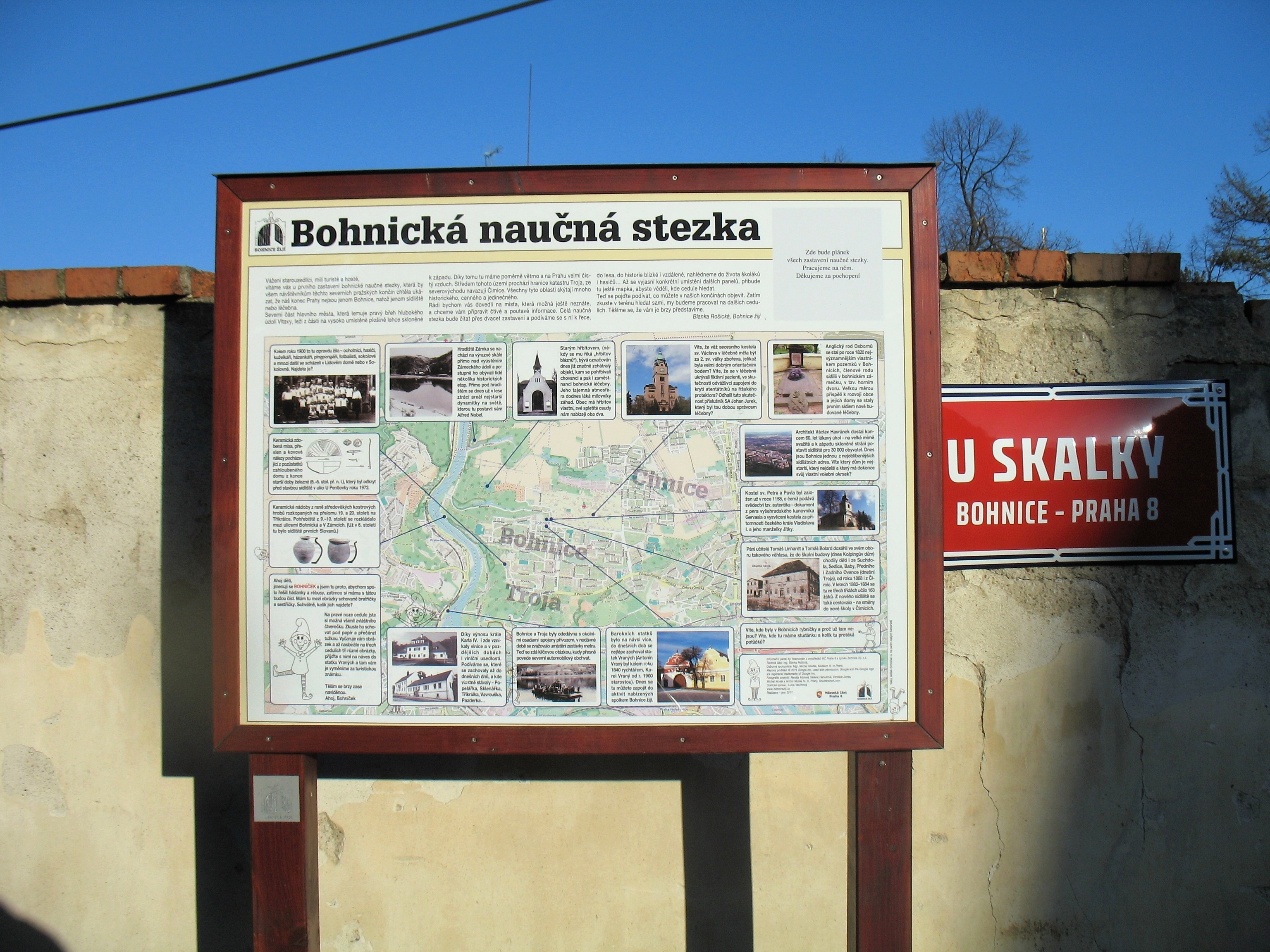
Informační tabule Bohnické naučné stezky
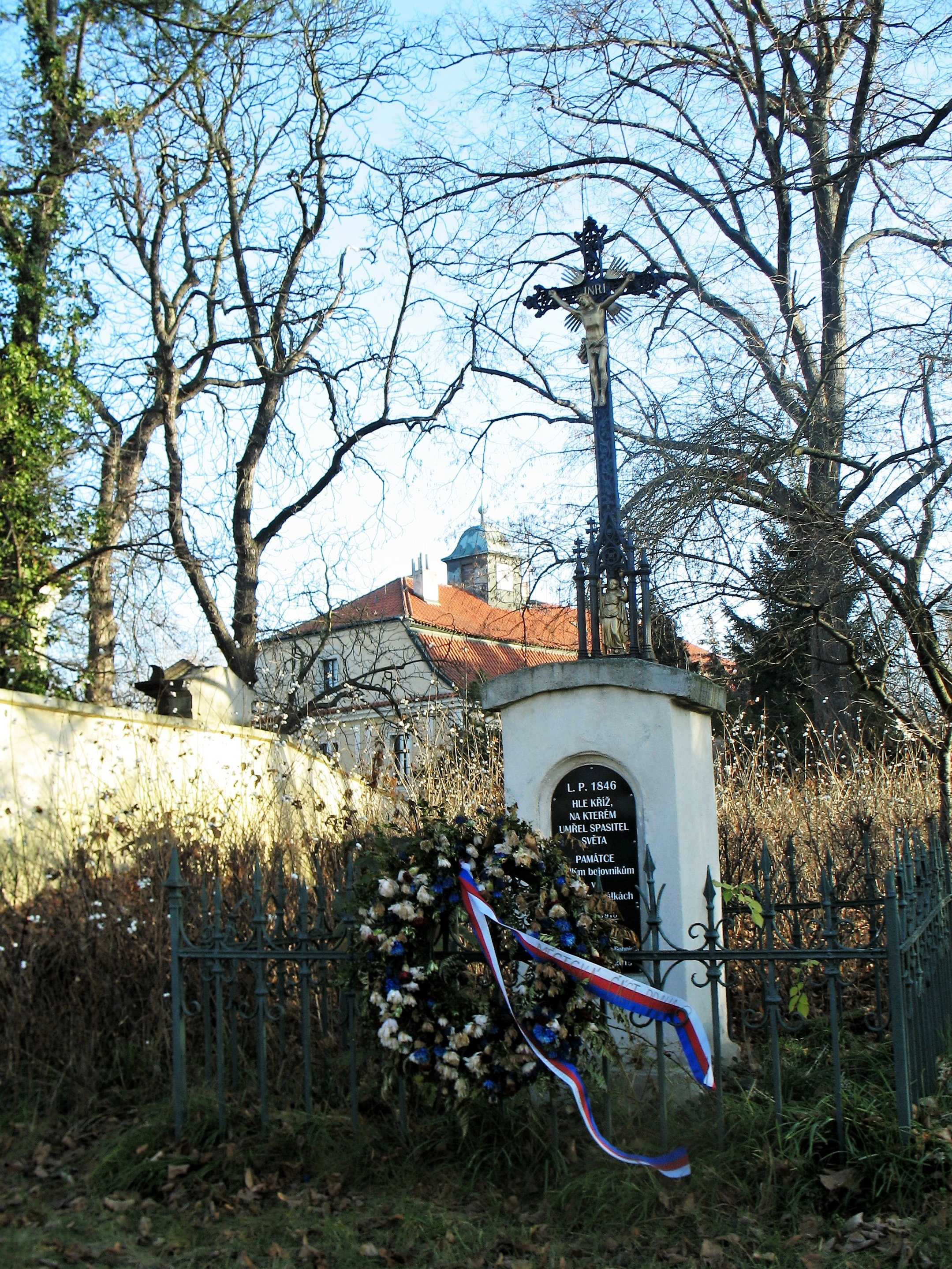
Památník obětem válek, v pozadí zámeček
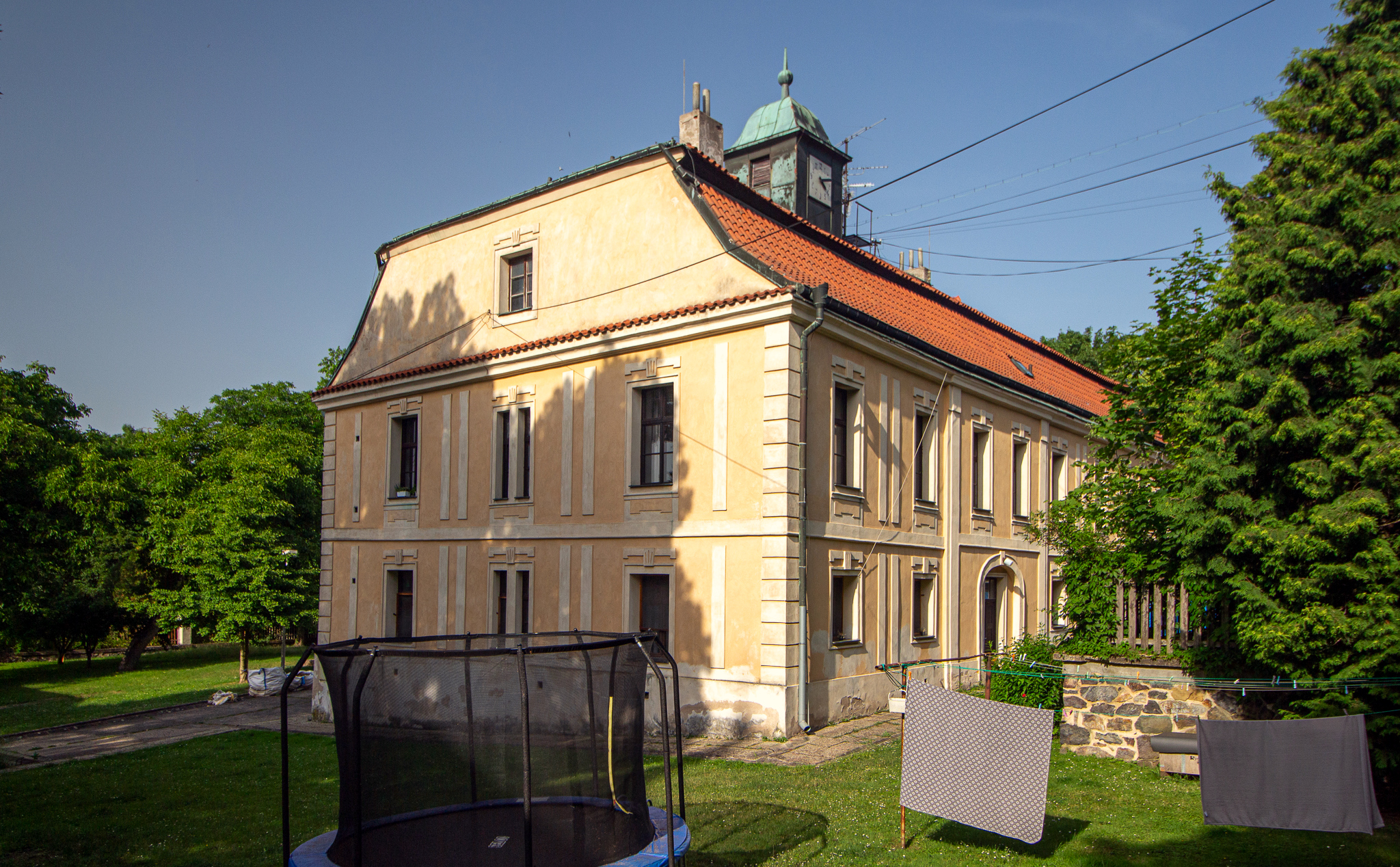
Bohnický zámek
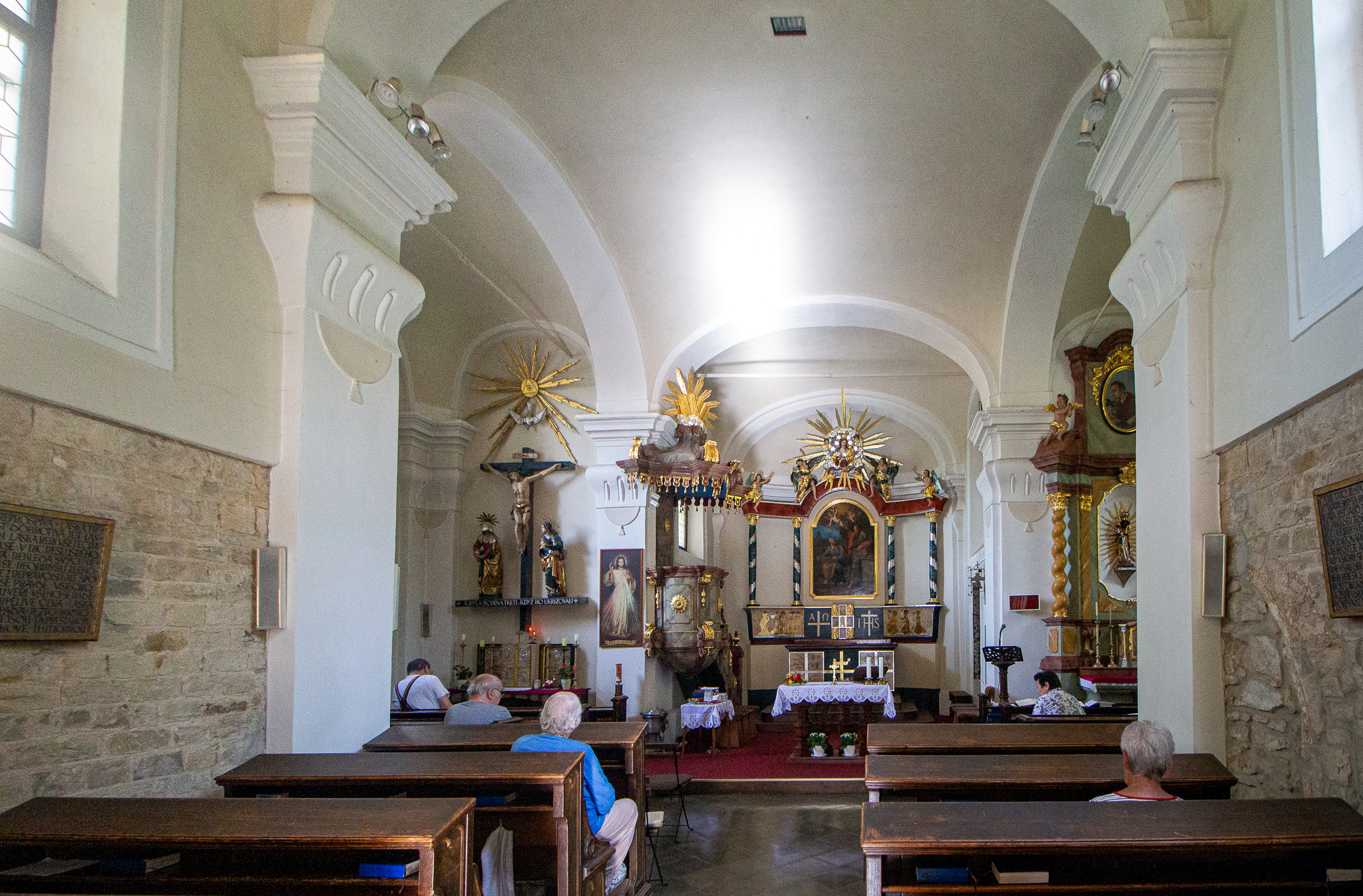